# ألكسندر غالو
ألكسندر غالو (Alexandre Tadeu Gallo) (29 مايو 1967 في ريبيراو بريتو في البرازيل – )؛ هو لاعب كرة قدم سابق كان يلعب كلاعب وسط.

## وصلات خارجية
- ألكسندر غالو على موقع قاعدة بيانات كرة القدم.إي يو (الإنجليزية)
- ألكسندر غالو على موقع Soccerway.com (الإنجليزية)
- ألكسندر غالو على موقع عالم كرة القدم.نت (الإنجليزية)

- J.League Data Site (باليابانية)